# Luís César de Meneses
Luís César de Meneses (Lisboa, batizado em 7 de agosto de 1653 — Lisboa, 23 de março de 1720) foi Alferes-mor do Reino e administrador colonial português.
Foi governador de Angola e do Rio de Janeiro, no Brasil, nomeado por carta patente dada em 20 de janeiro de 1690, que tomou posse em 17 de abril de 1690 nesta cidade. Com isso, pode seguir D. Francisco Naper de Lencastre para a Colônia do Sacramento.
Em 1705 foi deslocado para o governo-geral do Estado do Brasil com sede na Bahia, e tomou posse em 8 de setembro.
Agradecendo-lhe os serviços prestados, em 26 de Novembro de 1709, o rei escrevia-lhe a dispensá-lo das suas funções e a entregá-las a D. Lourenço de Almada.

## Biografia
Colocou em execução a lei de 1688 sobre o valor da moeda, instituindo o ágio de 20% sobre o dinheiro novo. A Câmara, que ainda não obtivera do Rei resposta de sua representação contrária, protestou com energia. Numa reunião, propõe-se que o rei levante o valor de toda a moeda a 20%, passando as duas patacas serrilhadas a correr com o valor de dois cruzados, e as patacas nas mesma condições com o de 1 cruzado.
Em 24 de junho, D. Luís encaminhou a proposta ao Reino mas o povo, tendo notícia, pediu ao governo que a medida fosse imediatamente posta em execução; assustado, ameaçado de motim popular, ele consentiu. Mas uma Carta Régia de 18 de outubro o censurará.
Na devassa de sindicância que dele fez o desembargador João de Sepúlveda e Matos consta que «fora dos melhores governadores que passaram àquela praça (do Rio) e se fez merecedor de todas as honras e mercês.»
Existe uma provisão sua, de 11 de setembro de 1690, a atribuir a Luís Lopes de Carvalho para o cargo de tabelião. Desejando montar em Sorocaba uma fábrica de ferro, sonho de D. Francisco de Sousa com respeito às minas de Araçoiaba, Lopes de Carvalho obteve testemunho da viabilidade do intento do coronel Manuel de Moura Gavião, morador de Itu, do sertanista Manuel Gonçalves da Fonseca e do ferreiro Manuel Fernandes. Obteve licença real e ainda em 1698 tratava das medidas para efetivá-la; em 1708 ainda vivia no Rio, como escrivão da Fazenda dos defuntos e ausentes. Este Manuel de Moura Gavião, sertanista de São Paulo, em 1692 acompanha o capitão-mor Luís Lopes de Carvalho em pesquisas de prata no sertão de Sorocaba. Já Manuel Gonçalves da Fonseca era sertanista paulista e acompanhou o mesmo capitão-mor em suas pesquisas atrás de antigos roteiros de minas de prata no sertão de Sorocaba em 1679.

## Dados genealógicos
Baptizado em Lisboa, na Ajuda, em 7 de Agosto de 1653 e morreu na mesma freguesia em 23 de Março de 1720.
Filho de Vasco Fernandes César de Meneses e de D. Maria Madalena de Lencastre, filha de D. João Mascarenhas, 3º conde de Santa Cruz.
Casou com:
- D. Mariana de Lencastre, em Lisboa, na freguesa de São Tiago, em 09 de fevereiro de 1672, que era filha de D. Rodrigo de Lencastre, comendador de Coruche, e de D. Inês Teresa de Noronha. Era irmã de João de Lencastre, que também foi Governador de Angola e Governador-Geral do Brasil.

Filhos:
1. Vasco Fernandes César de Meneses, 1º conde de Sabugosa, casado com D. Juliana Francisca de Lencastre
2. Rodrigo César de Meneses.
3. Inês Isabel Virgínia da Hungria de Lencastre casada com Diogo Correia de Sá e Benevides Velasco, 3º visconde de Asseca.
4. José João Bernardo Lourenço César de Meneses, porcionista do Real Colégio de São Paulo de Coimbra e principal da Igreja Patriarcal de Lisboa.
5. Maria Madalena de Lencastre casada com João Pedro Soares da Veiga Avelar Taveira e Noronha.
6. Joana Bernarda de Noronha e Lencastre casada com João de Saldanha da Gama, 41º vice-rei da Índia.
7. João José Lourenço António Bernardo Gaspar de Meneses, religioso da Ordem de São Bernardo.